# Daouda Bamba
Daouda Karamoko Bamba, född 5 mars 1995, är en ivoriansk fotbollsspelare som spelar för norska Brann.

## Karriär

### Kongsvinger
I augusti 2013 kom Bamba till norska Kongsvinger. Bamba debuterade i 1. divisjon den 17 augusti 2013 i en 3–0-vinst över HamKam, där han blev inbytt i den 81:a minuten mot Magnus Solum. I följande match, den 24 augusti 2013 mot Fredrikstad, gjorde Bamba sitt första mål för Kongsvinger. Den 1 september 2013 gjorde han två mål i en 5–1-vinst över Kristiansund. Totalt spelade Bamba 12 ligamatcher och gjorde fyra mål.

### Kristiansund
I februari 2014 gick Bamba till Kristiansund. Han debuterade den 6 april 2014 i en 0–3-förlust mot Alta. Bamba spelade 27 ligamatcher och gjorde fyra mål under säsongen 2014. Följande säsong gjorde han fem mål på 13 ligamatcher. Säsongen 2016 blev lyckad för Bamba som gjorde 20 mål på 28 ligamatcher och som hjälpte Kristiansund att bli uppflyttade till Eliteserien.
Bamba gjorde sin Eliteserien-debut den 1 april 2017 i en 0–1-förlust mot Molde. Totalt spelade han 22 ligamatcher och gjorde sju mål under säsongen 2017. Vid slutet av säsongen förlängde Bamba även sitt kontrakt i Kristiansund med tre år. Under första halvan av säsongen 2018 spelade Bamba 18 ligamatcher och gjorde sju mål.

### Brann
Den 15 augusti 2018 värvades Bamba av Brann, där han skrev på ett 3,5-årskontrakt. Fyra dagar senare debuterade Bamba i en 2–0-vinst över Sarpsborg 08, där han blev inbytt i den 70:e minuten mot Steffen Lie Skålevik. Totalt gjorde Bamba fyra mål på 11 ligamatcher för Brann under säsongen 2018. Följande säsong gjorde han sju mål på 21 ligamatcher.